# Norchia
Norchia è un sito archeologico preistorico, etrusco, romano e medievale nei pressi di Vetralla, anche se sia le necropoli che i resti della città ricadono nel territorio del comune di Viterbo. Era situata lungo la via Clodia e gravitava nell'orbita della vicina e più potente Tarquinia.

## Storia
Pur non essendoci pervenuto il nome etrusco e romano, potrebbe trattarsi dell'antica Orclae, il cui nome viene riportato da fonti altomedievali databili al 775 d.C.; la forma con la "N" appare con una carta geografica di J. Oddi del 1637.
La zona fu già abitata a partire dall'epoca preistorica: le prime tracce risalgono al Paleolitico superiore e si intensificano nell'Età del Bronzo, con resti di capanne. Con l'arrivo degli Etruschi sorsero l'abitato e la vicina necropoli, già a partire dagli inizi del VI o del V secolo a.C., anche se l'insediamento urbano raggiunse il suo apice tra il IV ed il II secolo a.C. quando interessò lo stretto pianoro posto alla confluenza dei torrenti Pile e Acqualta nel Biedano, dove oggi sono visibili i suggestivi resti della medievale Pieve di San Pietro e del castello.
In questa fase vengono anche create le caratteristiche necropoli rupestri, nelle quali la principale tipologia delle tombe è a dado o a semidado: le tombe dunque sono composte da un grande blocco di tufo squadrato superiormente (il cosiddetto dado) al quale si accedeva da due scale laterali scavate nella roccia, e da una zona porticata inferiore con un piccolo tetto sorretto da alcune colonne o da pilastri in tufo; più in basso si trova la camera sepolcrale, a cui si accedeva tramite il dromos, ossia un corridoio gradinato. L'architettura di queste tombe rupestri è tipica del periodo tra il IV e il II secolo a.C..
Le tre principali necropoli si sviluppano lungo i fianchi delle vallate scavate dai tre corsi d'acqua: in quella del Fosso Pile alcune tombe notevoli sono la Tomba prostila (per la caratteristica forma con due colonne che sorreggevano un portico), la Tomba delle tre teste (per le protomi di divinità sull'architrave) e le Tombe Smurinas (dal nome della famiglia, con ampio portico a L). Nella valle del fosso Acqualta particolarmente interessanti le Tombe a tempio o doriche, caratterizzate da una fronte che riproduce le forme del tempio dorico, con i due frontoni e la parete inferiore scolpiti con cortei di personaggi; nella valle del torrente Biedano va ricordata la Tomba Lattanzi, con la facciata su un podio e a due ordini di colonne sovrapposte.
In epoca romana le tracce di frequentazione sono piuttosto scarse: la città fa parte del municipio di Tarquinia e a questa fase si può forse ascrivere la suggestiva Cava buia, grande tagliata etrusco-romana lunga circa 400 metri e profonda fino a 10, con cui la via Clodia, dopo aver scavalcato il Biedano su un ponte (di cui rimangono resti dei pilastri), risaliva il fianco della vallata in direzione di Tuscania. Un'iscrizione al suo interno menziona un C. Clodius Thalpius, mentre croci scolpite testimoniano la continuità d'uso in epoca medievale. A sud del pianoro della città sono infine presenti i resti di un mausoleo romano chiamato Torraccia.
In epoca medievale, la città torna ad essere frequentata in epoca longobarda, quando la zona faceva da confine con il Ducato romano, e viene poi fortificata nel XII secolo da papa Adriano IV. Tra il XII e il XIII secolo vengono eretti le chiese di S. Pietro e S. Giovanni e il castello, passato nel XIII alla famiglia dei Prefetti di Vico, fino al definitivo abbandono nel 1435. Della fase medievale sulla parte settentrionale del pianoro della città rimangono, in condizioni di conservazione critiche, i resti del castello, della pieve di S. Pietro e della cinta muraria: del castello rimangono cospicui avanzi delle murature, in blocchi di tufo rosso con corsi regolari, mentre della chiesa di S. Pietro si conserva ancora per buona parte l'abside e il lato settentrionale, di forme proto-romaniche con la sottostante cripta; anche la chiesa presenta murature simili e coeve al castello (anche se alcuni elementi fanno pensare a una ricostruzione su una precedente struttura del IX secolo), ed è arricchita all'esterno da semicolonne su due ordini. Della cinta muraria si può ancora ammirare la porta settentrionale, da cui usciva la via Clodia (che costeggia le mura in direzione Ovest, scendendo verso il Biedano e la Cava buia).

## Galleria d'immagini

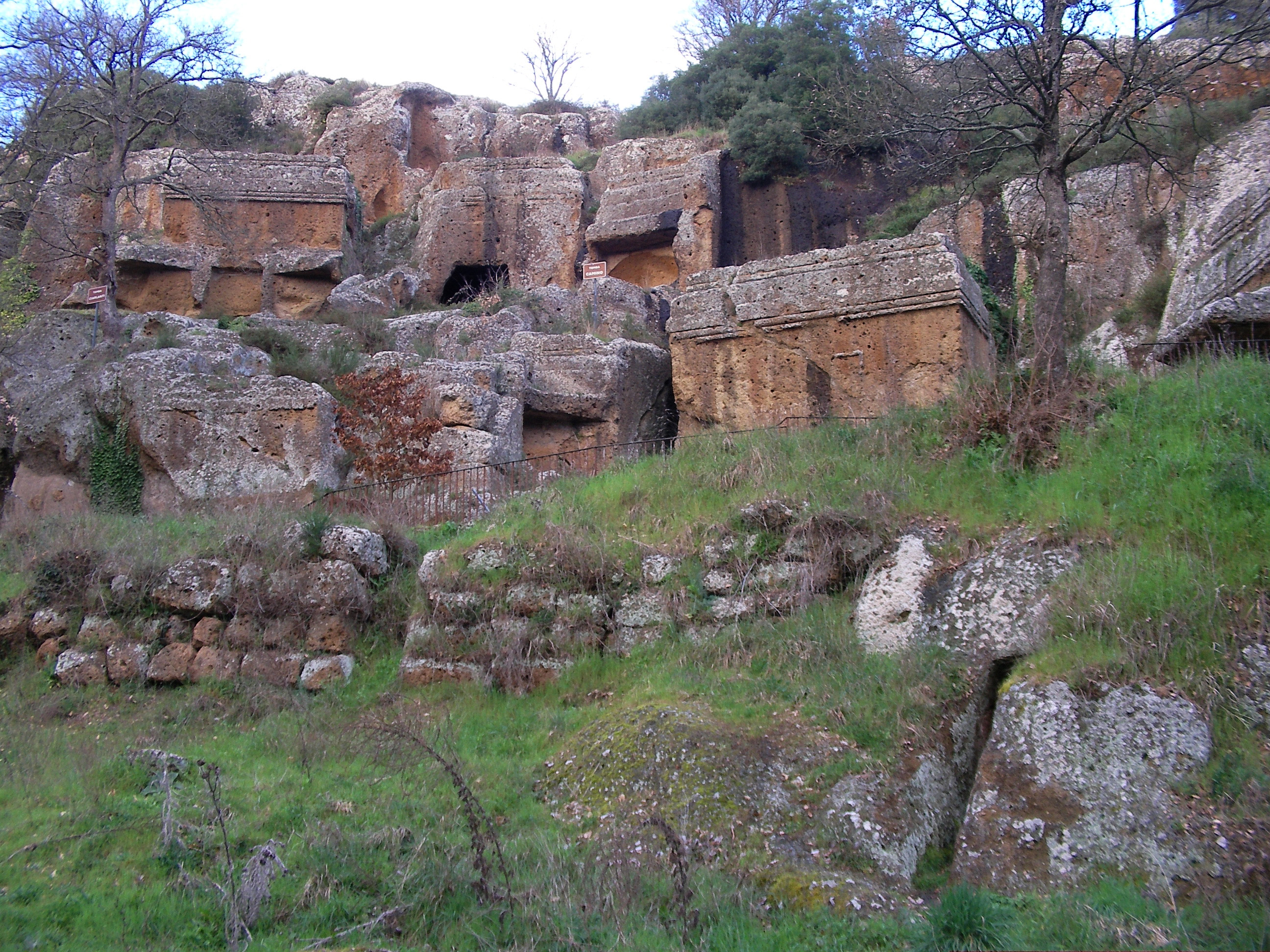
Panoramica.
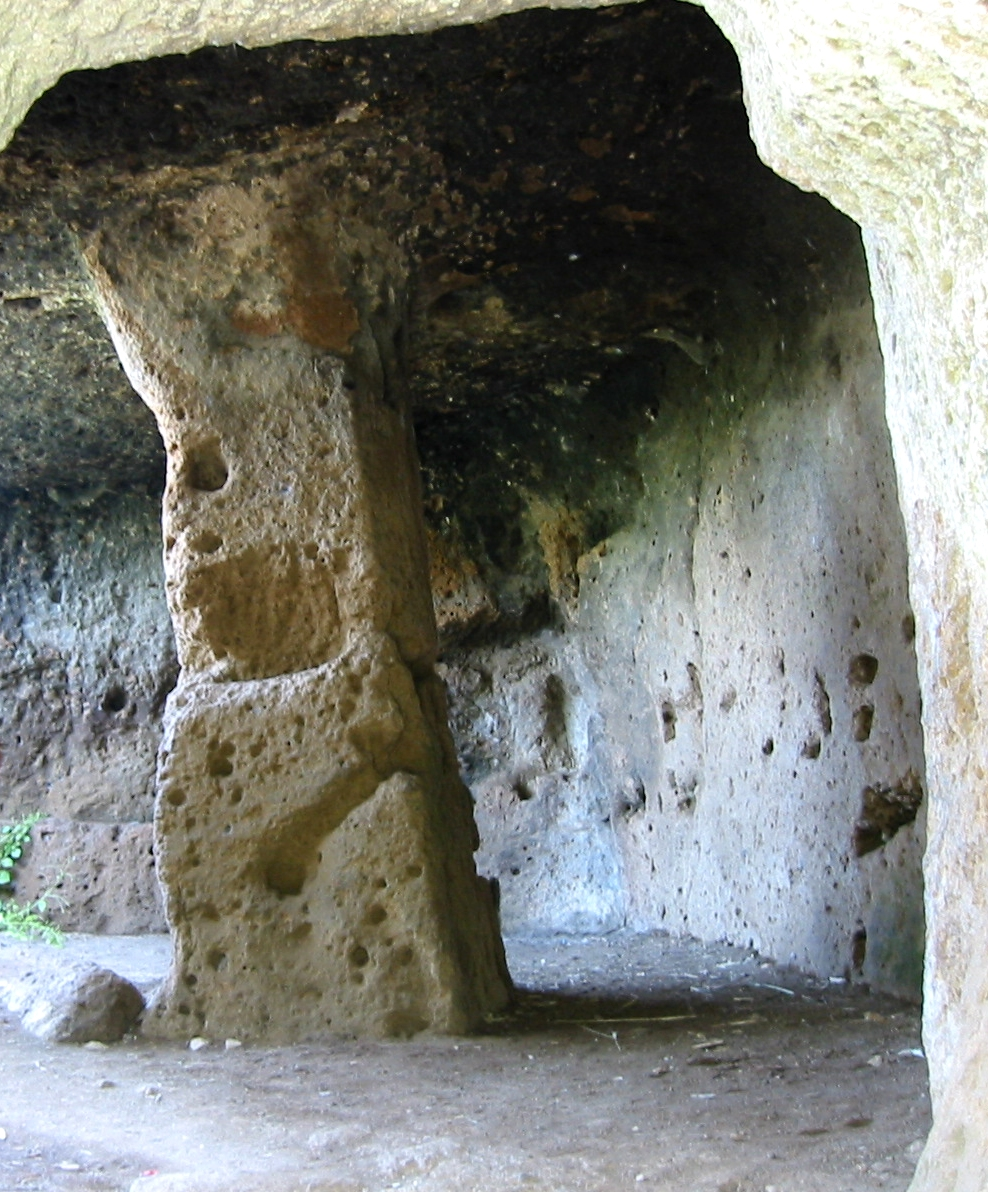
All'interno di una tomba a Norchia.
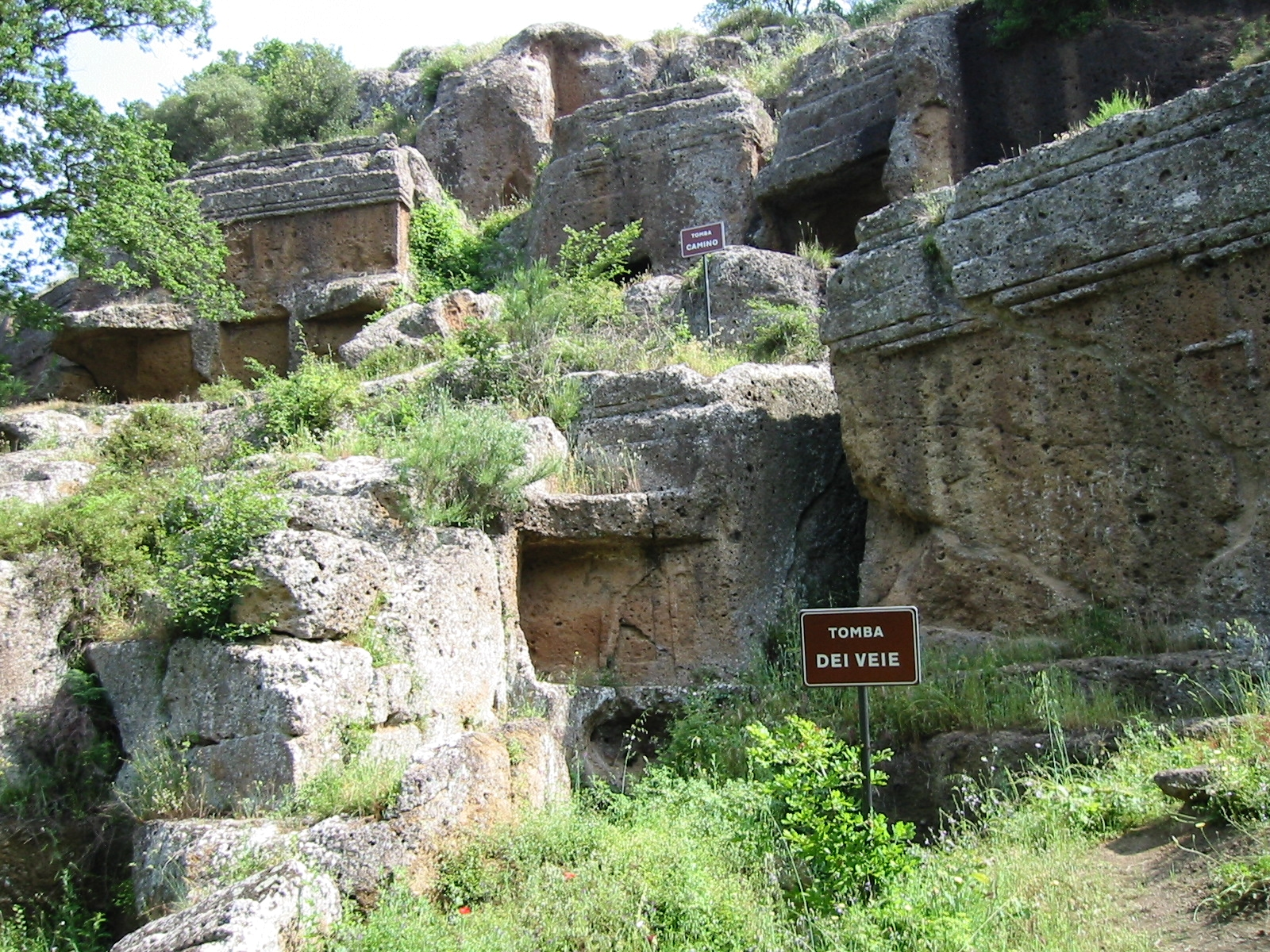
Tombe ricavate dal tufo a Norchia.
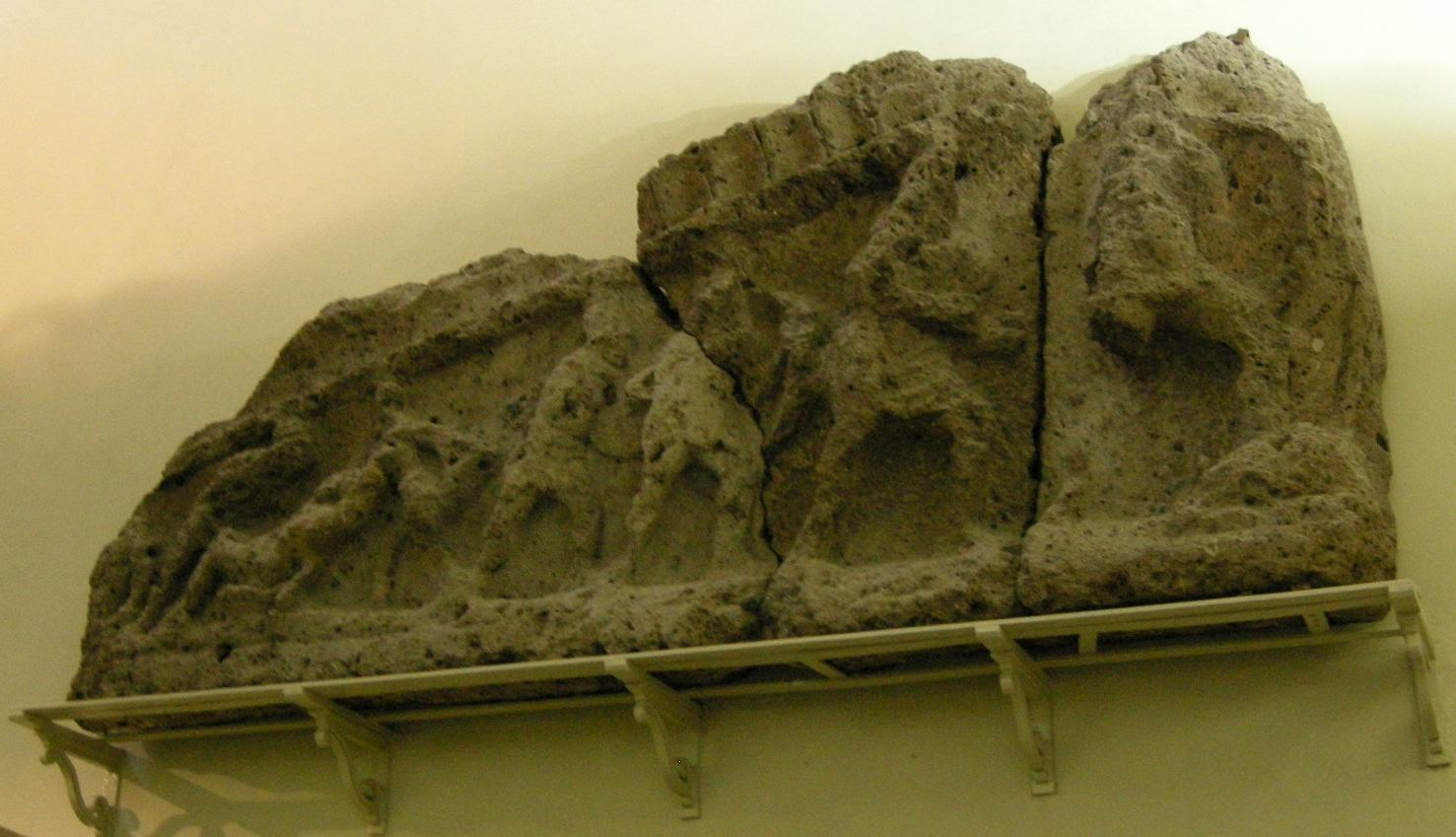
Frammento di frontone etrusco del IV-III secolo a.C., oggi conservato presso il Museo archeologico nazionale di Firenze.
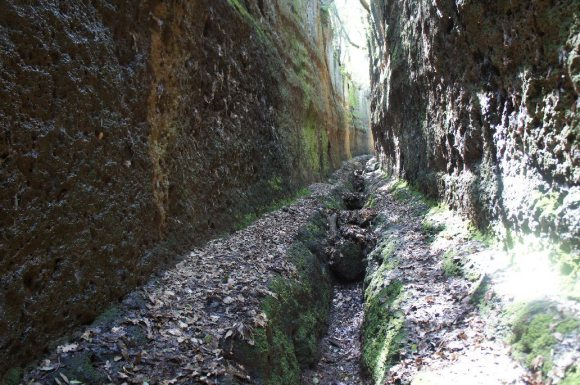
La strada tagliata nel tufo dagli etruschi e poi sfruttata dai romani e rinominata Via Clodia (cosiddetta Cava buia).
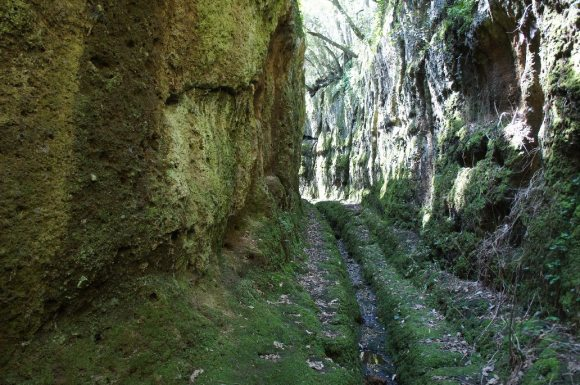
Un'altra immagine della Cava buia.
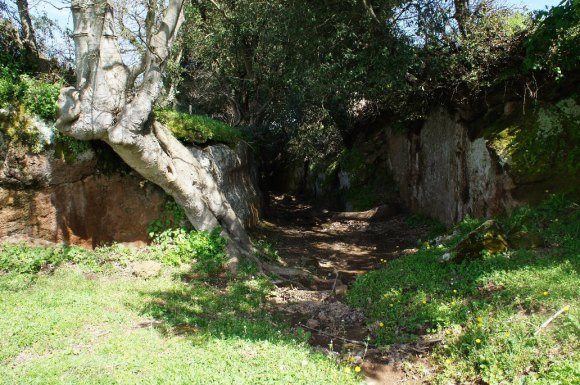
L'ingresso alla tagliata della Cava buia.
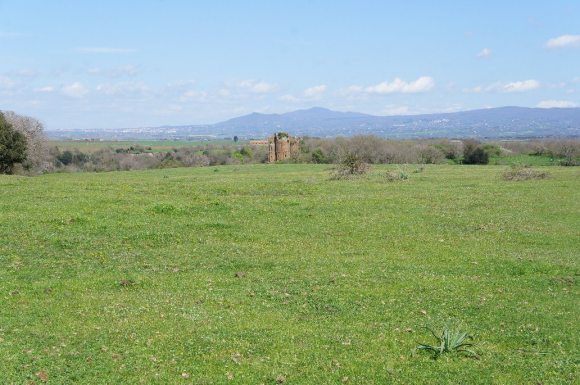
La piana sovrastante la necropoli etrusca.
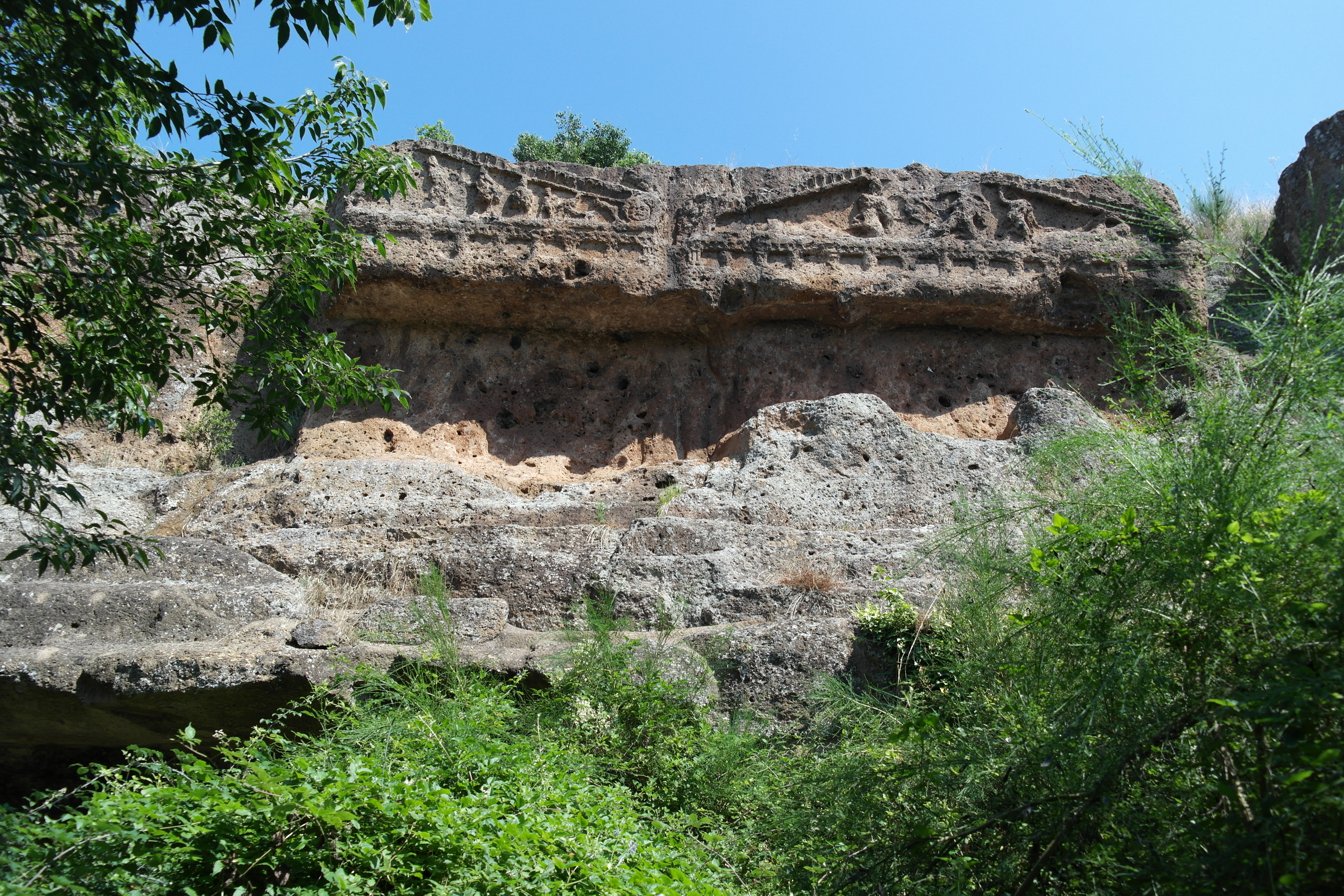
Tombe doriche
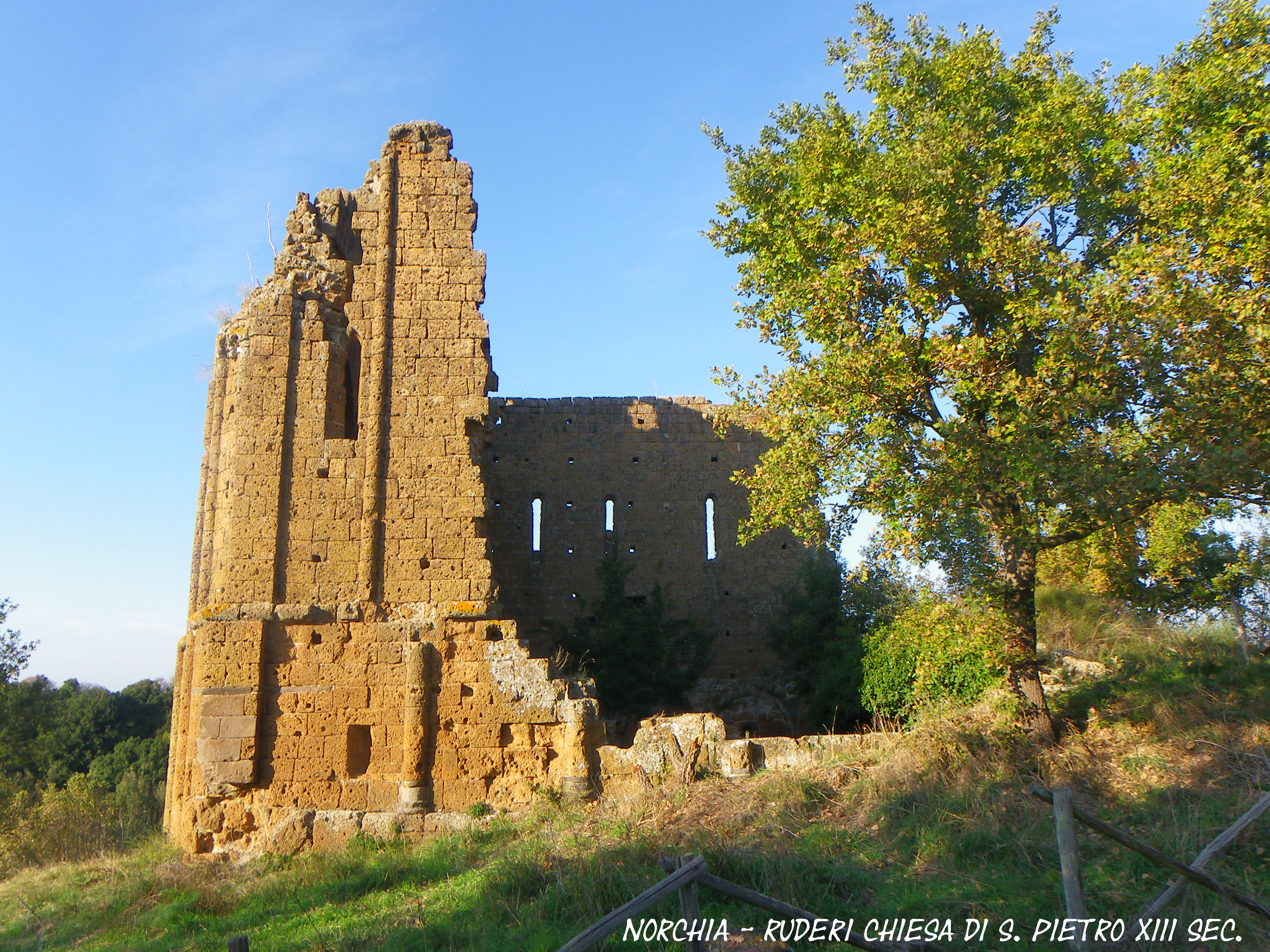
Chiesa di S. Pietro